# Snabbmode
Snabbmode (engelska: fast fashion) är en affärsmodell inom klädindustrin som bygger på billig tillverkning och låga priser, upprepad konsumtion genom konstanta nyheter och kortlivad användning av plagg för hög omsättningshastighet. Med andra ord innebär snabbmode billiga kläder som köps utan eftertanke och används bara under en kort tid.
Termen ”fast fashion” föddes på 1990-talet då textiltillverkningen flyttades till Asien och kläderna blev både billiga och producerades snabbt.
Svenska modeföretag som ingår i denna affärsmodell är bland andra Gina Tricot och H&M. Bland andra anmärkningsvärda företag inom snabbmode kan nämnas det spanska modeföretaget Zara.

## Verkan
Snabba modevarumärken producerar produkter för att få ut den senaste stilen på marknaden så snart som möjligt. De fokuserar på att optimera vissa aspekter av leveranskedjan så att trender tas fram och tillverkas snabbt och billigt och gör det möjligt för masskonsumenten att köpa rådande klädstilar till lägre kostnad. En rapport från 2008 anger att produktionstiden för ett plagg där har pressats till två veckor från ritbordet till butikerna.
Denna filosofi med snabb produktion till ett överkomligt pris utnyttjas av stora detaljhandlare som SHEIN, H & M, Zara, C & A, Peacocks, Primark, ASOS, Forever 21 och Uniqlo.

## Historia
Snabbmode utvecklades från ett produktorienterat koncept baserat på en tillverkningsmodell känd som "rapid response" som utvecklades i USA under 1980-talet och övergick till en marknadsbaserad "fast fashion"-modell i slutet av 1990-talet och under första hälften av 2000-talet.
Snabbmode kom särskilt i förgrunden under boho-chic-moden i mitten av 2000-talet. Enligt den brittiska miljörevisionskommitténs rapport The Fashion Fix innebär denna praxis "en årlig ökning av antalet nya modekollektioner, snabba förändringar och ofta lägre priser. Att snabbt reagera på nya produkterbjudanden för att möta konsumenternas efterfrågan är avgörande för denna affärsmodell.
Inom vissa cirklar har varumärket Zara blivit nästan synonymt med termen, men andra detaljhandlare arbetade med konceptet innan etiketten användes, till exempel Benetton.

## Miljöpåverkan
Miljöpåverkan från snabbmode har varit ett stort föremål för kontroverser. Den globala modeindustrin står för ~8-10% av de globala koldioxidutsläppen per år, och snabbmode är en stor bidragande orsak till detta. Låga produktionskostnader, preferens för syntetiska material, kemikalier och minimala åtgärder för kontroll av föroreningar har lett till överdrivna mängder avfall.
Både politiker, forskare och journalister har under 2020-talet rapporterat och varnat om snabbmodets undermåliga hållbarhet och problemet har även tagits upp av Europaparlamentet. Aftonbladet rapporterade i mars 2024 att Frankrike kan bli första land att införa straffavgifter för snabbmode.